# Riein
Riein (, toponimo romancio e tedesco) è una frazione di 99 abitanti del comune svizzero di Ilanz/Glion, nella regione Surselva (Canton Grigioni).

## Geografia fisica
Il paese si trova in Val Lumnezia.

## Storia

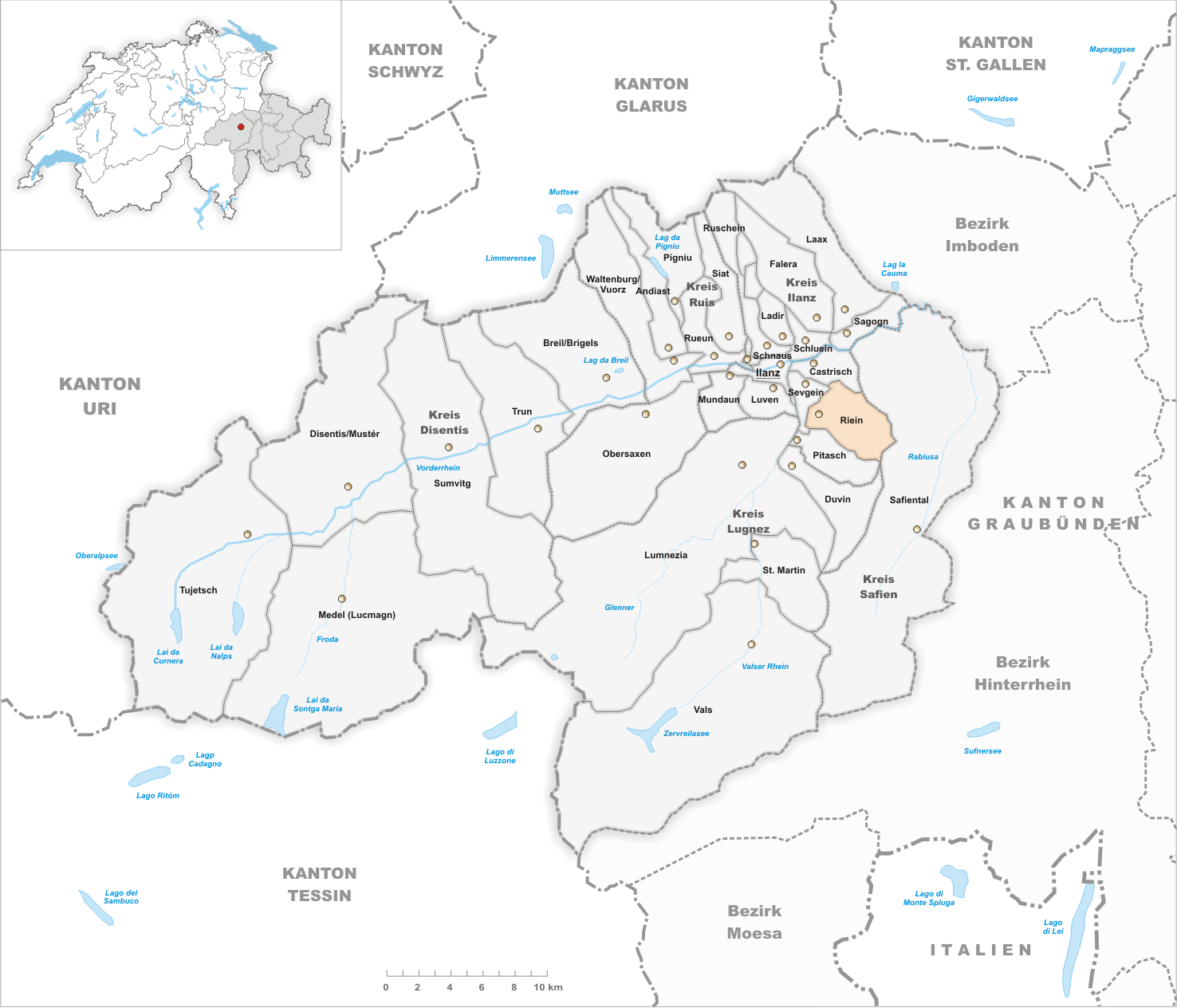
Il territorio del comune di Riein prima degli accorpamenti comunali del 2014

Già comune autonomo che si estendeva per 15,88 km² e che dal 1904-1905 includeva anche la frazione di Signina, il 1º gennaio 2014 è stato aggregato agli altri comuni soppressi di Castrisch, Duvin, Ilanz, Ladir, Luven, Pigniu, Pitasch, Rueun, Ruschein, Schnaus, Sevgein e Siat per formare il nuovo comune di Ilanz/Glion.

## Monumenti e luoghi d'interesse
- Chiesa riformata di San Nazario, attestata dall'840[1].

## Società

### Evoluzione demografica
L'evoluzione demografica è riportata nella seguente tabella:
Abitanti censiti

### Lingue e dialetti
Nel 2000 il 63% della popolazione parlava la lingua romancia.